# Staatliche Realschule Coburg II
Die Staatliche Realschule Coburg II (kurz CO II) ist eine der beiden Staatlichen Realschulen in Coburg. Schulträger ist der Landkreis Coburg.

## Schulprofil
An der Realschule Coburg II gibt es sowohl eine offene Ganztagsbetreuung als auch eine gebundene Ganztagesbetreuung.
Ab Klasse 7 bietet die Schule den mathematisch-naturwissenschaftlichen Zweig, den Wirtschaftszweig, den Sprachzweig (Französisch) und den sozialwissenschaftlichen Zweig an. Sie beteiligt sich an DELF, Schule ohne Rassismus, Europäische Umweltschule, MINT-freundliche Schule, Digitale Schule und Barrierefreie Schule.
2023 wurden acht Schülerinnen und Schüler für ihre herausragende Leistungen sowie die Schule mit dem Schulpreis und dem dazugehörigen Pokal des Realschulchampions Oberfranken geehrt.

## Geschichte
Die Schule wurde zum Schuljahr 1967/1968 in Coburg gegründet. Früher wurde sie vorwiegend von Schülern aus dem Landkreis Coburg besucht. Nur Schüler, die sich für den hauswirtschaftlich-sozialen Teil entschieden, kamen auch aus der Stadt Coburg.
Am 2. Juli 2003 fand an der Staatlichen Realschule Coburg II ein Amoklauf statt. Ein 16-jähriger Schüler der Klasse 8a schoss auf eine 41-jährige Lehrerin, verletzte eine Schulpsychologin durch einen Schuss in den Oberschenkel, nahm einen Mitschüler als Geisel und tötete sich anschließend selbst.